# Melanie Amaro

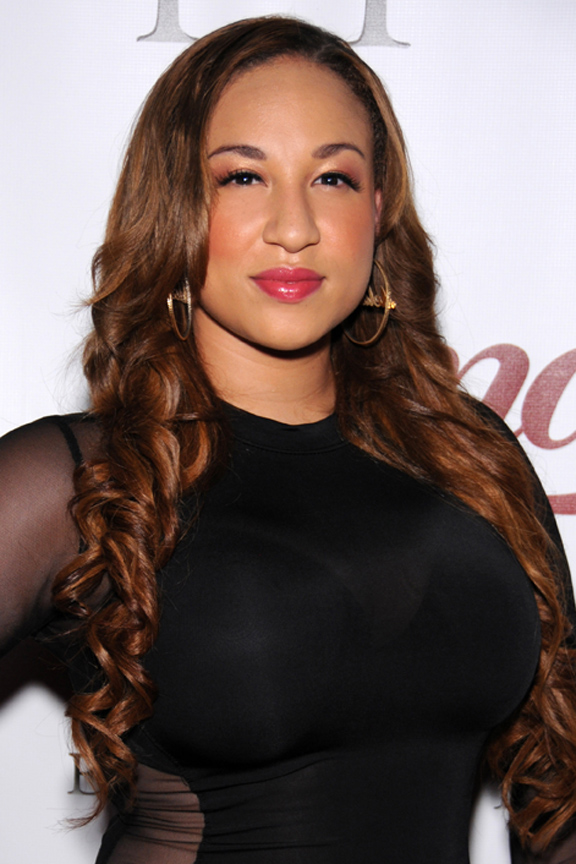
Melanie Amaro (2013)

Melanie Ann Amaro (* 26. Juni 1992 in Fort Lauderdale, Florida) ist eine Pop- und Soulsängerin von den Britischen Jungferninseln.

## Leben
Amaro gewann Ende Dezember 2011 die erste Staffel der Castingshow The X Factor. Mit dem Sieg erhielt sie einen mit fünf Millionen Dollar dotierten Plattenvertrag mit Syco Music und Epic Records. 2012 war sie in der Kategorie Female Reality Star für den Teen Choice Award nominiert.

## Diskografie
- August 2012 Don’t Fail Me Now.